# Lingxiu, Hunan
Lingxiu (kinesiska: 岭秀, 岭秀瑶族乡) är en socken i Kina. Den ligger i provinsen Hunan, i den södra delen av landet, omkring 300 kilometer söder om provinshuvudstaden Changsha. Antalet invånare är 9798. Befolkningen består av 4 448 kvinnor och 5 350 män. Barn under 15 år utgör 22,0 %, vuxna 15-64 år 70 %, och äldre över 65 år 7,0 %.
Genomsnittlig årsnederbörd är 1 948 millimeter. Den regnigaste månaden är maj, med i genomsnitt 308 mm nederbörd, och den torraste är oktober, med 35 mm nederbörd.